# Philippe Blasband
Philippe Blasband (* 26. Juli 1964 in Teheran, Iran) stammt aus einer Familie mit polnisch-jüdischem und iranisch-muslimischem Hintergrund. Er lebt in Brüssel und arbeitet als Schriftsteller, Drehbuchautor und Theaterregisseur. Der Film Eine pornografische Beziehung, für den er das Drehbuch schrieb, wurde im Jahre 2000 bei den Filmfestspielen in Venedig hoch gelobt.

## Werke
- 1990: De cendres et de fumées (Verlage: Paris: Gallimard; Neuaufl. Brüssel: Labor, 1999)
- 1992: Fureurs
- 1992: Le nègre
- 1992: La lettre des chats
- 1994: L'effet cathédrale (Paris: Gallimard)
- 1995: Résidences secondaires ou des écrivains passent la frontière
- 1996: Les mangeuses de chocolat
- 1996: Max et Minnie (D: 1998 Max und Minnie, Übers.: Anne Büchel)
- 1998: Le Livre des Rabinovitch (D: 1999 Zalmans Album, Übers.: Irmengard Gabler) Neuaufl. 2006
- 2000: Quand j'etais sumo Bordeaux: Castor Astral
- 2000: Quelques incontournables
- 2005: Johnny Bruxelles Roman (Paris: Grasset)

## Filmografie (Auswahl)
- 1998: Max et Bobo – Regie: Frédéric Fonteyne
- 1999: Eine pornografische Beziehung (Une liaison pornographique) – Regie: Fréderic Fonteyne
- 2002: Thomas ist verliebt (Thomas est amoureux) – Regie: Pierre-Paul Renders
- 2003: Ich wollte immer eine Heilige sein (J’ai toujours voulu être une sainte) – Regie: Geneviève Mersch
- 2003: Mariées mais pas trop – Regie: Catherine Corsini
- 2004: Der Tango der Rashevskis (Le tango des Rashevski) – Regie: Sam Garbarski
- 2005: La femme de Gilles – Regie: Frédéric Fonteyne
- 2005: Un honnête commerçant – auch Regie
- 2005: La couleur des mots
- 2005: Nathalie (Nathalie…) – Regie: Anne Fontaine
- 2007: Irina Palm – Regie: Sam Garbarski
- 2010: Vertraute Fremde (Quartier lointain) – Regie: Sam Garbarski
- 2011: Die anonymen Romantiker (Les émotifs anonymes) – Regie: Jean-Pierre Améris
- 2013: Angélique
- 2014: Die Sprache des Herzens (Marie Heurtin)
- 2014: Unter dem Teppich (Les pieds dans le tapis)